# Brücke von Nysa
Die Brücke von Nysa ist eine römische Flussüberbauung über den Cakircak-Bach in Nysa (Karien), dem heutigen Sultanhisar in der Türkei. Die insgesamt 100 m lange, tunnelartige Überbauung aus der späten Kaiserzeit war in der Antike nach der in Pergamon die zweitgrößte ihrer Art.

## Klassifizierung
Die Nysa-Brücke überspannt den quer durch das antike Stadtgebiet laufenden Cakircak-Bach auf einer Gesamtlänge von ungefähr 100 m, was ihr im Auge des flüchtigen Betrachters den Charakter einer Röhre oder eines Tunnels verleiht. Trotz des äußeren Anscheins handelt es sich aber bei dem durchgehend über Tage errichteten Bauwerk um eine Flussüberbauung, d. h. eine besonders breitgezogene Brücke, die Brücken- und Tunnelelemente in sich vereinigt: Während die hydraulischen und hydrologischen Eigenschaften einem Tunnel vergleichbar sind, entspricht der auf zwei Widerlagern ruhende Bogen bautechnisch einer Brücke, deren oberirdische Lage die für den Tunnelbau typischen technischen Herausforderungen wie die Bestimmung der Vortriebsrichtung unter Tage oder die Vorkehrung gegen Decken- oder Wassereinbrüche gänzlich entfallen ließ. Flussüberbauten zur Abdeckung längerer Strecken eines Wasserlaufs dienten in der Antike vor allem zur Vergrößerung der innerstädtischen Fläche. Im Falle Nysas bestand der Bauzweck darin, einen geräumigen Vorplatz für das nahe am Bach gelegene Theater zu schaffen.

## Datierung
Bereits der in Nysa lebende griechische Geograph Strabon (63 v. Chr.–21 n. Chr.) beschrieb einen geheimen, wasserführenden Gang in der Stadt, wobei aber unklar ist, ob damit die heute noch existierende Flussüberbauung gemeint war. Anhand einer in der Nordwand der Röhre unweit des Knickes angebrachten Bauinschrift, die auf einen der Baumeister hindeutet („Werk des Praülos bis hierhin“), wird die Brücke von Nysa in die späte Kaiserzeit datiert.

## Konstruktion
Die Nysa-Brücke besteht aus einer einzigen, 5,7 m breiten Röhre, die sich am bergseitigen Mundloch auf 7 m vergrößert. Die Stichhöhe des Rundbogens, der ungefähr 3 m über der Gründungssohle ansetzt, beträgt 2,95 m, so dass die Gesamthöhe bei 5,9 m liegt. Das Gewölbe besteht aus unbearbeiteten Steinen im Mörtelverband und ruht auf einem Unterbau aus unterschiedlich groß zugeschlagenen Steinquadern mit einem Format von 0,3–0,9 × 1,0–1,4 m.
Die ursprünglich durchgängige Flussüberbauung ist heutzutage an zwei Stellen eingestürzt: Im oberen Bereich hat sich die geschlossene Überwölbung 75 m lang erhalten, wobei der Tunnel nach 25 m einen Knick macht. Im Anschluss an den überdeckten Abschnitt folgt ein 10 m breiter Versturzbereich, nach dem sich die Überbauung als ein einzelner Bogen fortsetzt, der aufgrund seiner isolierten Lage oft fälschlicherweise als eigenständiger Brückenbau bezeichnet wird. Das talseitige Röhrenende ist ebenfalls eingestürzt, so dass die Gesamtbreite der Brücke wohl 100 m betrug – eine Brückenbreite, die im Altertum lediglich von der Doppelkonstruktion in Pergamon übertroffen wurde. Zum Vergleich: Die Breite normaler, nicht als Substruktionen fungierender Römerbrücken überschritt gewöhnlich nicht 10 Meter.
In seinem weiteren Lauf durch das Stadtgebiet von Nysa durchquerte der Cakircak auch das Stadion, in dem so Wasserwettkämpfe abgehalten werden konnten. Zwei Brücken ober- und unterhalb des Stadions sind in Resten erhalten geblieben.

## Durchflusskapazität
Die Grenzkapazität der Flussüberbauung bei Hochwasser war Gegenstand hydraulischer und hydrologischer Untersuchungen. Bei einem Gefälle von 3,3 % wurde eine maximale Durchflusskapazität von 290 m³/s des Tunnels ermittelt, bevor der Cakircak-Bach sich aufstaut, das Bauwerk unter Innendruck setzt und Schäden verursacht. Legt man diesem Wert zugrunde, dass der Cakircak 6 km lang ist, ein mittleres Gefälle von 19 % aufweist und ein Einzugsgebiet von 4 km² umfasst, ergeben sich abhängig von der Methode folgende mittlere Wiederkehrsintervalle:
- 17.500 Jahre (Günerman-Methode)
- 10.500 Jahre (D.S.I.-Methode)
- 13.000 Jahre (Mockus-Methode)
- 68.000 Jahre (Snyder-Methode)

Demnach wäre statistisch alle 13.500 Jahre – der Wert, den Grewe als „arithmetisches Mittel“ bezeichnet – mit einem Hochwasser zu rechnen, das die Kapazität der Brücke von Nysa überschreitet.